# Dorit Nitykowski
Dorit Maria Olga Elisabeth Nitykowski (* 29. April 1911 in Friedenau; † 26. Oktober 1970 in Freilassing) war ein deutsches Fotomodell sowie Schönheitskönigin Ende der 1920er- und Anfang der 1930er-Jahre.

## Leben
1930 wurde das damals schon bekannte Fotomodell, nach eigenen Angaben Schauspielschülerin von Max Reinhardt, im Berliner Hotel Kaiserhof zur Miss Germany gekürt. Im gleichen Jahr nahm sie in Paris an der Wahl zur Miss Europe und im September in Rio de Janeiro an jener zur Miss Universe teil.
Ihren Titel musste sie vorzeitig zurückgeben, da sie vor Ablauf der einjährigen Amtszeit den Piloten Rudolf Cramer von Clausbruch heiratete, der das damals größte Wasserflugzeug steuerte – die Dornier Do X.
Von 1939 bis zu dessen Tod war Dorit Nitykowski dann mit Friedrich Bauer verheiratet. Sie lebte zuletzt im bayerischen Freilassing und starb 1970 im dortigen Krankenhaus.